# 도요타 엘리
도요타 엘리(일본어: 豊田 エリー, 영어: Ellie Toyota, 1989년 1월 14일 ~ )는 일본의 배우, 모델이다.

## 출연 작품
- 다마카와 구청 OF THE DEAD (2014)
- 우리들과 경찰아저씨의 700일 전쟁 (2008)